# Бохонкова Юлія Олександрівна
Бохонкова Юлія Олександрівна (18 серпня 1975 р., м. Довжанськ), доктор психологічних наук, професор. Завідувачка кафедри психології та соціології Східноукраїнського національного університету імені Володимира Даля.
Народилася 18 серпня 1975 року в м. Довжанськ, Луганської обл. (Україна).

## Освіта
Луганський державний педагогічний інститут ім. Т. Г. Шевченка за спеціальністю «Психологія» (1998 р.)

## Біографія
Після закінчення університету в 1998 році працювала практичним психологом та соціальним педагогом у спеціалізованій школі-гімназії імені 200-річчя міста Луганська. З 1999 року професійна діяльність пов'язана зі Східноукраїнським національним університетом імені Володимира Даля, де обіймала посади від асистента до завідувача кафедри психології та соціології. Отримала вчене звання доцента.
У 2005 році захистила кандидатську дисертацію за спеціальністю «Соціальна психологія; психологія соціальної роботи» (19.00.05) у спеціалізованій вченій раді Д 26.453.01 Інститут психології імені Г. С. Костюка НАПН України (Київ). У 2013 році там же захистила докторську дисертацію за цією ж спеціальністю.

## Професійна та наукова діяльність
- Член Ради молодих вчених при Міністерстві освіти і науки України (секція з питань педагогіки, психології та соціології).
- Заступник голови науково-галузевої ради Східноукраїнського національного університету імені Володимира Даля.
- Член профспілкового комітету Східноукраїнського національного університету імені Володимира Даля.
- Заступник голови спеціалізованої вченої ради Д 29.051.11 з правом прийняття до розгляду та проведення захистів дисертацій за спеціальністю «Соціальна психологія; психологія соціальної роботи».
- Член редакційних колегій міжнародного наукового журналу «VIRTUS» (Монреаль, Канада), наукового журналу «Психологія особистості» (ДВНЗ «Прикарпатський національний університет імені Василя Стефаника») та збірників матеріалів наукових конференцій Східноукраїнського національного університету імені Володимира Даля.
- Авторка понад 200 наукових праць, з яких 7 проіндексовано в базах Scopus і Web of Science.
- Керівник двох докторських і шести кандидатських дисертацій.
- Член Української психологічної асоціації (Київ).